# Саудијска Арабија на Светском првенству у атлетици у дворани 2018.
Саудијска Арабија је десети пут учествовала на 17. Светском првенству у атлетици у дворани 2018. одржаном у Бирмингему од 1. до 4. марта. Репрезентацију Саудијске Арабије представљала су 3 такмичара, који су се такмичили у три дисциплине.,
На овом првенству такмичари Саудијске Арабије нису освојили ниједну медаљу нити су остварили неки резултат.

## Учесници
Мушкарци:
- Абдулах Акбар Мохамед — 60
- Мазен Мавтан Ал-Јасен — 400
- Ahmed Khader A. Al-Muwallad — 60 м препоне

## Резултати

### Мушкарци
| Атлетичар                   | Дисциплина   | Лични рекорд | Квалификације  | Квалификације  | Полуфинале           | Полуфинале           | Финале               | Финале               | Детаљи |
| Атлетичар                   | Дисциплина   | Лични рекорд | Резултат       | Место          | Резултат             | Место                | Резултат             | Место                | Детаљи |
| --------------------------- | ------------ | ------------ | -------------- | -------------- | -------------------- | -------------------- | -------------------- | -------------------- | ------ |
| Абдулах Акбар Мохамед       | 60 м         | 6,60         | 6,62 (.612) КВ | 2. у гр. 7     | 6,63 (.623)          | 4. у гр. 3           | Није се квалификовао | 17 / 23              |        |
| Мазен Мавтан Ал-Јасен       | 400 м        | 46,35        | Није стартовао | Није стартовао | Није се квалификовао | Није се квалификовао | Није се квалификовао | Није се квалификовао |        |
| Ahmed Khader A. Al-Muwallad | 60 м препоне | 7,57 НР      | 7,63 КВ        | 1. у гр. 3     | 7,66                 | 4. у гр. 1           | Није се квалификовао | 12 / 37 (38)         |        |